# Cooperarea polițienească și judiciară în materie penală
Cooperarea polițienească și judiciară în materie penală reprezintă al treilea pilon al Uniunii Europene și se referă la cooperarea interguvernamentală.
Până în 2003 pilonul s-a numit Justiție și afaceri interne (JAI).
Atribuțiile acesteia sunt stipulate în articolul 30 al Tratatului de la Maastricht.
Instituțiile create pentru acest pilon sunt Poliția Europeană (Europol), care are rol de coordonare și strângere de informații. Mai există și un organism european pentru îmbunătățirea cooperării judiciare (Eurojust). Academia Europeană de Poliție (EPA) intermediază cooperarea academiilor de formare naționale.